# Dorylus orientalis
Dorylus orientalis is een mierensoort uit de onderfamilie van de Dorylinae. De wetenschappelijke naam van de soort is voor het eerst geldig gepubliceerd in 1835 door Westwood.